# Liste der Monuments historiques in La Roche-Maurice
Die Liste der Monuments historiques in La Roche-Maurice führt die Monuments historiques in der französischen Gemeinde La Roche-Maurice auf.

## Liste der Bauwerke
| Bezeichnung                        | Beschreibung | Standort | Kennzeichnung | Schutzstatus | Datum | Bild           |
| ---------------------------------- | ------------ | -------- | ------------- | ------------ | ----- | -------------- |
| Schloss                            |              | (Lage)   | PA00090401    | Inscrit      | 1926  | weitere Bilder |
| Ruine der Kirche in Pont-Christ    |              | (Lage)   | PA00090400    | Classé       | 1916  | weitere Bilder |
| Kirche St-Yves mit Passionsfenster |              | (Lage)   | PA00090399    | Classé       | 1916  | weitere Bilder |

## Liste der Objekte
- Monuments historiques (Objekte) in La Roche-Maurice in der Base Palissy des französischen Kultusministeriums